# Публій Марцій Сергій Сатурнін
Публій Марцій   Сергій Сатурнін (лат. Publius Martius Sergius Saturninus; ? — пом. після 198) — державний діяч Римської імперії, консул 198 року.

## Життєпис
Належав до кантабрійського або галльського роду Марціїв. Син Публія Марція Вера, консула 179 року, та, ймовірно, Сергії Сатурніни. 180 року увійшов до складу колегії палатинських саліїв. У 198 році обіймав посаду ординарного консула разом із Луцієм Аврелієм Галлом.

## Родина
Його дочкою чи онукою була Публія Марція Сергія Фуска.